# Aleuritopteris decursiva
Aleuritopteris decursiva är en kantbräkenväxtart som först beskrevs av Peter Forsskål, och fick sitt nu gällande namn av Saiki. Aleuritopteris decursiva ingår i släktet Aleuritopteris och familjen Pteridaceae. Inga underarter finns listade.